# Obědkovice
Obědkovice (en allemand : Obiedkowitz) est une commune du district de Prostějov, dans la région d'Olomouc, en République tchèque. Sa population s'élevait à 270 habitants en 2023.

## Géographie
Obědkovice se trouve à 12 km au sud-est de Prostějov, à 22 km au sud d'Olomouc et à 216 km à l'est-sud-est de Prague.
La commune est limitée par Klenovice na Hané à l'ouest et au nord, par Polkovice au nord-est et à l'est, et par Tvorovice au sud.

## Histoire
La première mention écrite de la localité date de 1078.

## Galerie

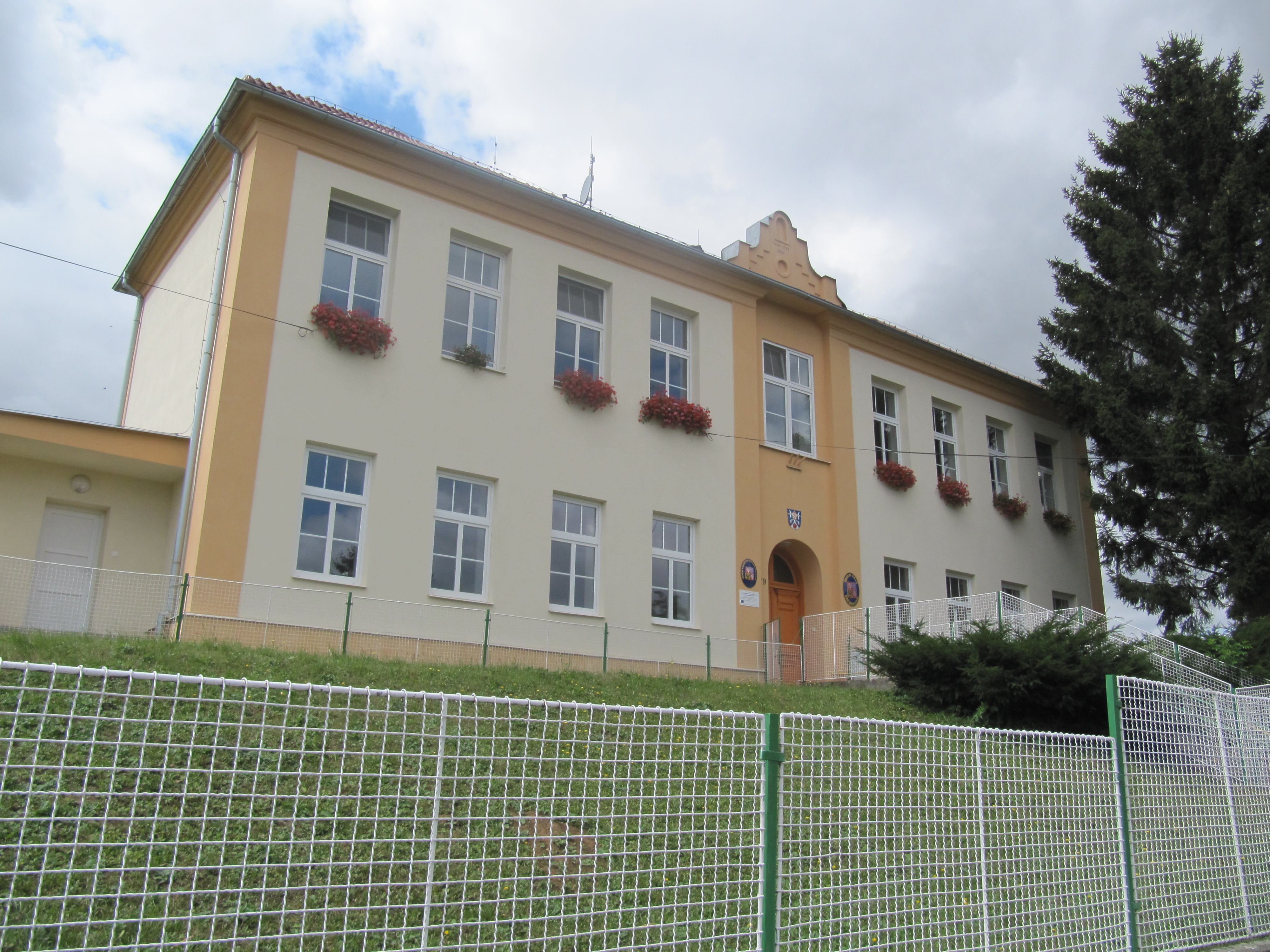
Obědkovice : la mairie.
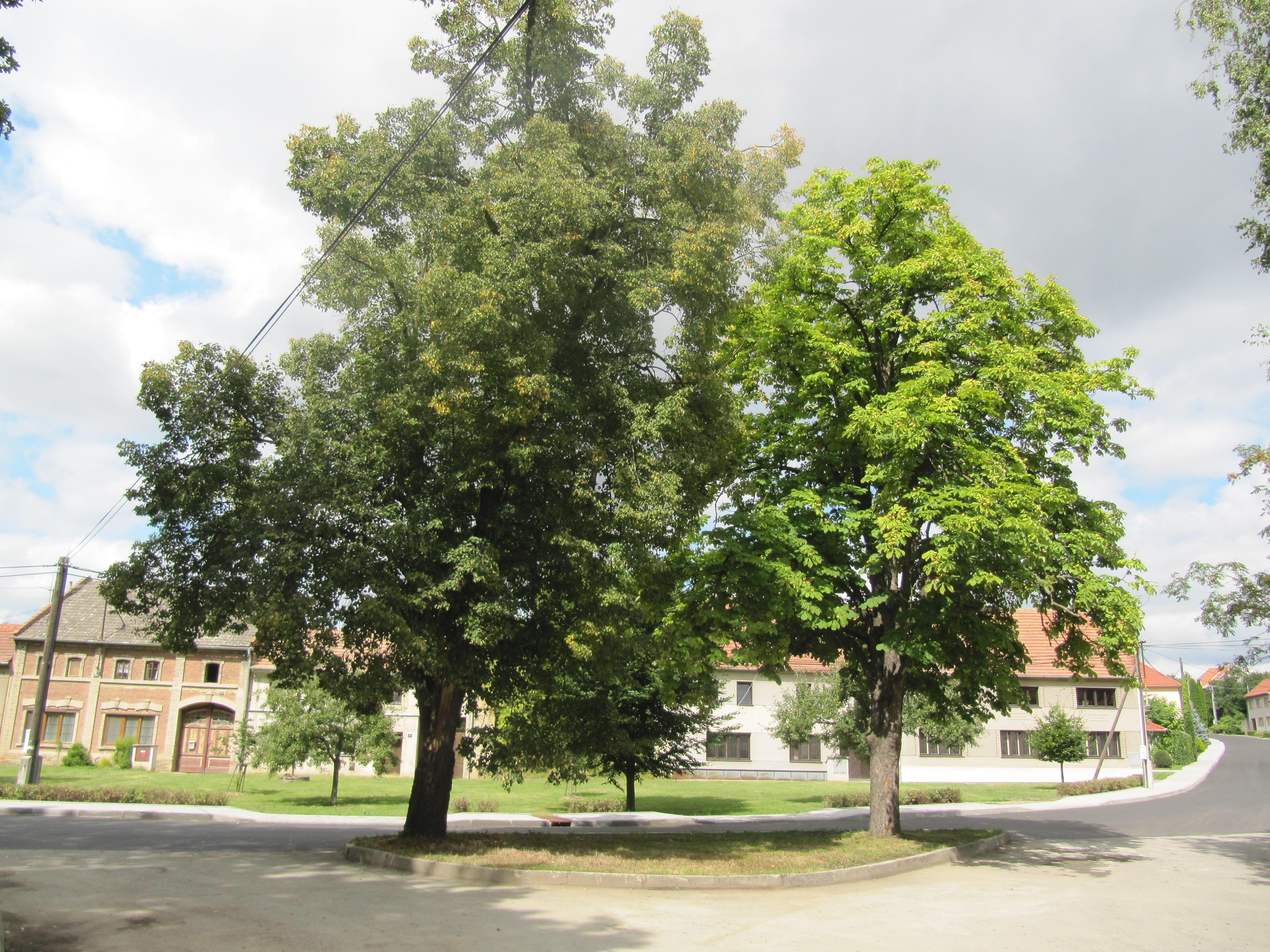
Arbres sur la place du village.

## Transports
Par la route, Obědkovice se trouve à 13,5 km de Prostějov, à 28,5 km d'Olomouc et à 269 km de Prague.